# 終焉説
終焉説（しゅうえんせつ、Cessationism　あるいはカリスマタ終焉論）とは、一部のキリスト教教派における神学の中で、奇跡的な聖霊の賜物、異言、預言、神癒（ヒーリング）が、教会の歴史の早い段階で終焉したとするものである。対極がContinuationismである。
キリスト教根本主義、ディスペンセーション主義で終焉説が唱えられる。終焉説の立場では、奇跡の賜物は初代教会が立てられるためだけに、与えられたとする。使徒2章にあるペンテコステの日の聖霊の訪れから、新約聖書の完結あるいは最後の使徒の死までであったとする。
日本の代表的なディスペンセーション主義者高木慶太はこの立場から聖霊の第三の波に反対し、聖霊派を批判する本を書いた。